# Diaphanoptera stenocalycina
Diaphanoptera stenocalycina är en nejlikväxtart som beskrevs av Karl Heinz Rechinger och Schiman-czeika. Diaphanoptera stenocalycina ingår i släktet Diaphanoptera och familjen nejlikväxter. Inga underarter finns listade i Catalogue of Life.